# Муртымка
Муртымка — река в России, протекает в Пермском крае. Устье реки находится в 82 км от устья реки Нердвы по левому берегу. Длина реки составляет 11 км.
Исток реки на Верхнекамской возвышенности в лесу в 12 км к востоку от села Верх-Юсьва. Исток находится на водоразделе бассейнов Обвы и Иньвы. Исток и верхнее течение находятся в Юсьвинском районе, затем река течёт по Карагайскому району, перед устьем затекает на территорию Кудымкарского района. Река течёт на юг, в среднем течении протекает деревни Ванькино и Сенево, прочее течение проходит по лесу. Притоки — Бродок, Галяшевка (левые); Двина (правый). Впадает в Нердву ниже деревни Тихонята.

## Данные водного реестра
По данным государственного водного реестра России относится к Камскому бассейновому округу, водохозяйственный участок реки — Кама от города Березники до Камского гидроузла, без реки Косьва (от истока до Широковского гидроузла), Чусовая и Сылва, речной подбассейн реки — бассейны притоков Камы до впадения Белой. Речной бассейн реки — Кама.
Код объекта в государственном водном реестре — 10010100912111100009745.